# Pteremis wirthi
Pteremis wirthi är en tvåvingeart som beskrevs av Marshall 1984. Pteremis wirthi ingår i släktet Pteremis och familjen hoppflugor. Inga underarter finns listade i Catalogue of Life.